# Héphaïstos
Héphaïstos ou Héphaestos (en grec ancien : Ἥφαιστος / Hḗphaistos) est, dans la religion grecque antique, puis dans la mythologie grecque, le dieu du feu, de la forge et de la métallurgie.
Selon les sources, il est le fils d'Héra et de Zeus, ou d'Héra seule. Il est habituellement représenté sous les traits d'un forgeron boiteux, mais il est d'abord un inventeur divin et un créateur d'objets magiques. Dès Homère, son nom est utilisé par métonymie pour désigner le feu.
Selon l'habitude de l'interpretatio romana, il est assimilé par les Romains au dieu Vulcain.

## Étymologie
Les Anciens expliquaient le nom d'Héphaïstos comme « ἀπὸ τοῦ ἧφται » (apo tou ephtaï), c'est-à-dire « ce(lui) qui brûle, qui est allumé ». Diverses autres hypothèses ont également été avancées, comme un rapprochement avec φαίνω / phaínô, « briller ». En réalité, l'étymologie de son nom est particulièrement obscure, comme c'est souvent le cas des noms de divinités grecques.
Néanmoins, un dérivé de haph- (présent háptō) « attacher » et « enflammer » est vraisemblable.

## Mythe

### Naissance et infirmité
Héphaïstos est unanimement présenté comme le fils d'Héra, mais il n'est pas sûr qu'il ait eu un père. Homère en fait le fils de Zeus et Cinéthon celui de Talos, un Géant de bronze, mais dans la version majoritaire : Héra, jalouse du fait que Zeus ait engendré seul Athéna, et pour lui montrer qu'elle pouvait se passer de lui, engendre seule Héphaïstos, une caractéristique semblable à celles d'autres « feux divins ». C'est originellement un feu « fils de lui-même ».
Lorsque Héra lui donne le jour, elle trouve le nourrisson si laid qu'elle le jette aussitôt en bas de l'Olympe. La chute aurait provoqué une blessure qui le fera boiter toute sa vie. Il tombe alors dans la mer et est recueilli par Thétis et Eurynomé qui sont des nymphes. Ces dernières l'élèvent pendant neuf ans, à l'insu de tous, dans une grotte de l'île de Lemnos. Là, il fait son apprentissage d'artisan en façonnant des bijoux.
Pour se venger de sa mère, Héphaïstos fabrique un trône d'or aux bras articulés et l'envoie sur l'Olympe en guise de présent. Ce trône est destiné à piéger sa mère, et ainsi à se venger de son rejet. En effet, toute personne qui s'installe sur ce siège, reste attaché dessus et ne peut s'en aller. Héra s'y installe imprudemment et se trouve immobilisée, sans que nul ne sache comment la délivrer. Les dieux confient d'abord à Arès le soin d'aller chercher Héphaïstos, en vain. Enivré par Dionysos, Héphaïstos se laisse fléchir et revient sur l'Olympe délivrer sa mère. Zeus, soulagé, propose au dieu forgeron d'exaucer l'un de ses vœux s'il libère sa mère : sur le conseil de Poséidon, Héphaïstos demande la main d'Aphrodite — requête à laquelle, visiblement, il n'est pas donné suite ; de son côté, Dionysos, auréolé de sa réussite, obtient le droit d'entrer dans l'assemblée des dieux.
Une autre légende se rattache à l'infirmité du dieu : Héphaïstos prend le parti de sa mère lors d'une querelle entre Zeus et celle-ci ; il reproche à son père de l'avoir laissée suspendue dans les airs, une chaîne d'or au poignet et une enclume à chaque cheville. Furieux, Zeus saisit Héphaïstos par un pied et le précipite du haut de l'Olympe. La chute du dieu dure une journée entière ; il atterrit sur l'île de Lemnos, dont les habitants, les Sintiens, le recueillent et le soignent. Le récit semble contradictoire avec celui où Héra se débarrasse d'Héphaïstos de la même façon, mais il pourrait s'agir de deux incidents séparés.

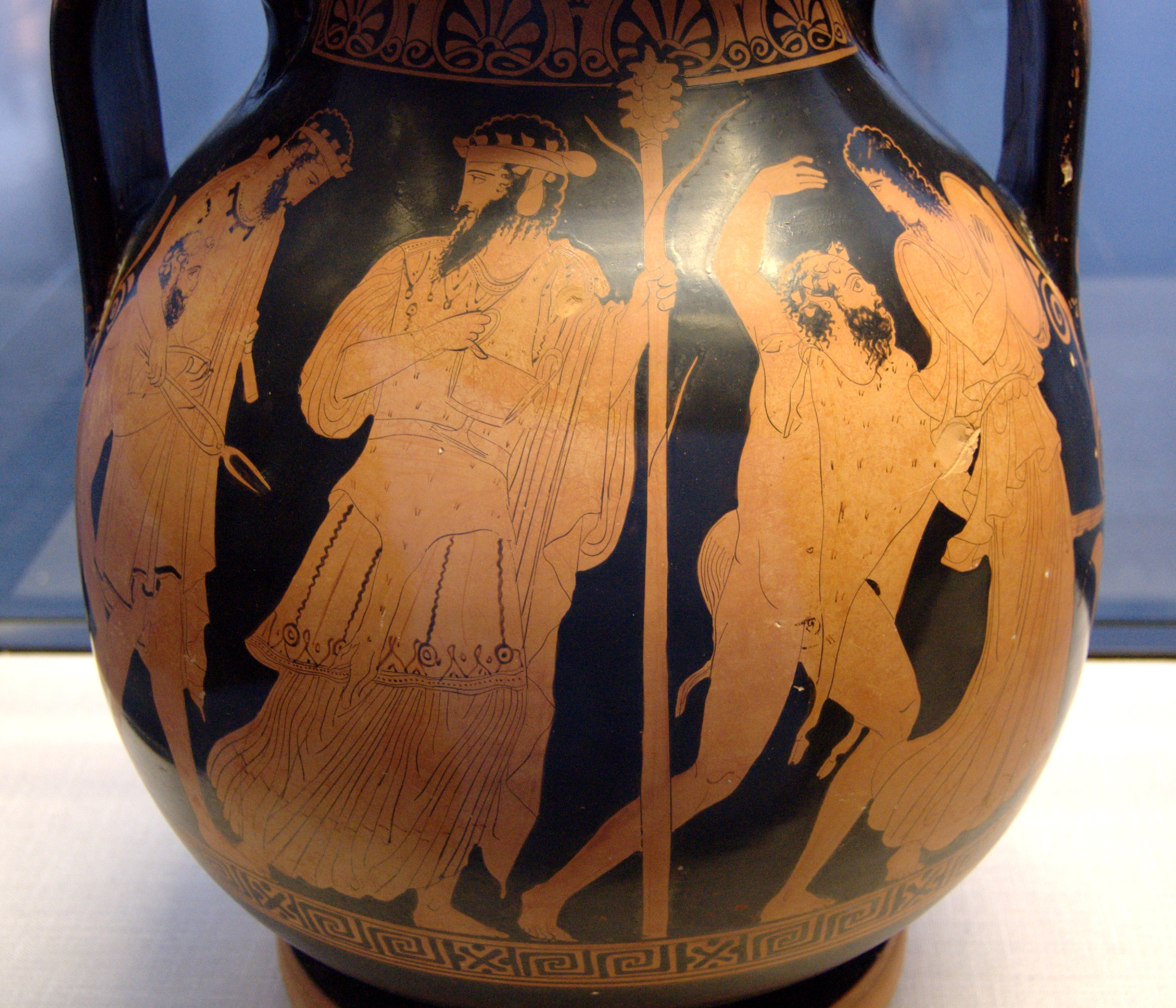
Le retour d'Héphaïstos sur l'Olympe, accompagné de Dionysos et de son thiase, péliké du Peintre de Cléophon, 440--430, Collection des Antiquités (Inv. 2361).

Les épithètes traditionnellement attachées à Héphaïstos sont « aux pieds courbes », « boiteux » et « les pieds tournés vers l'arrière ». Homère décrit ainsi son allure et sa démarche :

« À ces mots, le Bancal monstrueux et poussif quitta

Le pied de son enclume en agitant ses jambes grêles. (…)

Puis avec une éponge il se lava le front, les bras,

Le cou puissant et, pour finir, la poitrine velue.

Il enfila sa blouse, prit son bâton et sortit

En claudiquant. Le maître s'appuyait sur deux servantes (…)

Leur maître, entouré de leurs soins, parvint péniblement (…)

Auprès de Thétis »

Cette infirmité suscite la curiosité dès l'Antiquité. Certains mythographes pensent qu'elle se rattache, à l'origine, aux démons chthoniens à l'apparence traditionnellement monstrueuse. Pour d'autres, son infirmité trouve sa source en Égypte, où le dieu Ptah-Patèque est représenté comme un nain difforme. Mais, celle-ci se rattache plus probablement au motif hérité du Feu artisan. Lié au feu du foyer souvent décrit comme faible et démuni, sa survie dépend de celui qui l'entretient. Les feux de la forge sont sédentaires et parfois infirmes comme Wieland / Völund.
À l'époque moderne, les commentateurs ont évoqué la possibilité d'une personnalisation de déformations typiques des forgerons et toreutes grecs, dues à leur exposition chronique aux métaux lourds (plomb, arsenic, mercure) contenus dans les matériaux qu'ils travaillent. Ainsi, l'intoxication à l'arsenic (élément présent sous forme d'impureté dans le cuivre) donne classiquement lieu à une atteinte nerveuse avec faiblesse musculaire, voire paralysie des muscles inférieurs. Utilisé pour durcir des métaux, l'arsenic est oxydé, lors de la fonte des minerais métallifères, en trioxyde d'arsenic. Les métallurgistes antiques, exposés à ce composé toxique, devaient probablement développer des neuropathies périphériques à l'origine de difformités et paralysies et ont ainsi associé leur dieu à ce handicap.

### Amours et descendance

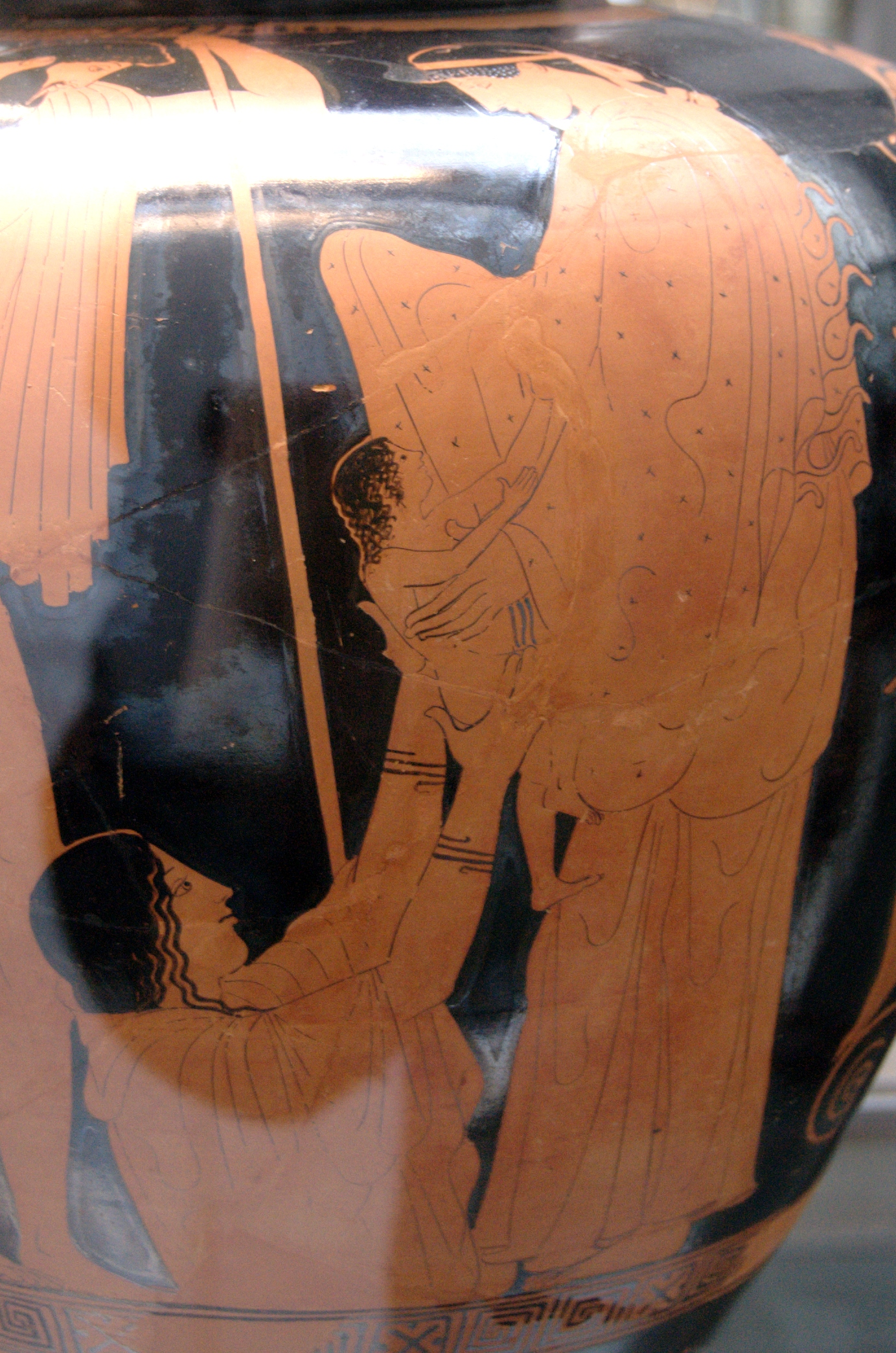
Naissance d'Érichthonios : Gaïa tend le nouveau-né à Athéna, sous les yeux d'Héphaïstos, stamnos d'Hermonax, vers 470--460, Collection des Antiquités.

D'après l’Iliade, Héphaïstos est marié à l'une des Charites (ou Grâces), qui porte simplement le nom de Charis (littéralement « Grâce »). Il en va de même dans la Théogonie (vers 907), mais Hésiode cite explicitement le nom d'Aglaé, la plus jeune des Charites. Cependant la tradition la plus populaire en fait le mari d'Aphrodite, cette version étant d'ailleurs déjà attestée dans un épisode fameux de l’Odyssée (chant VIII), où il tend un piège à sa femme qui le trompe avec Arès, et devient la risée des dieux. Ce rire fut tel qu'il ne devait jamais s'arrêter et Homère le nommera « le rire inextinguible », on parlera par la suite d'un « rire homérique » afin de désigner un fou rire. Dans les deux cas, le dieu épouse une incarnation de la beauté : il peut s'agir d'un simple contraste comique entre la belle et le boiteux, ou d'une réflexion plus profonde sur le rapport étroit entre l'artisan/artiste et la beauté. Cependant l'union d'un dieu Feu avec Aphrodite qui est originellement une déesse Aurore a d'autres justifications : le feu qu'on allume ou qu'on ranime le matin et le rite de la présentation de la jeune épouse au feu du foyer.
Contrairement à d'autres dieux, Héphaïstos n'est guère renommé pour ses aventures extraconjugales. On sait cependant qu'après avoir été abandonné par Aphrodite, il poursuit de ses avances Athéna : son sperme se répand sur la cuisse de la déesse qui l'essuie avec de la laine (ἔριον / érion) qu'elle jette à terre (χθών / khthốn) ; la terre ainsi fécondée donne naissance à Érichthonios qu'Athéna recueille et élève. De ce fait, on trouve parfois l'expression « enfants d'Héphaïstos » pour désigner les Athéniens.
Sa descendance est peu nombreuse. On lui attribue notamment la paternité de :
- la nymphe Cabeiro[39], dont descendent les Cabires — une autre version fait d'Héphaïstos le père de ces derniers, qu'il a de Cabeiro, et non leur grand-père[40] ;
- l'infirme Palémon, l'un des Argonautes[41],[42] ;
- le brigand Périphétès (surnommé Corynétès), tué par Thésée sur la route d'Athènes[43].

De ses amours avec Aglaé naissent quatre filles, les « jeunes Kharites » : Philophrosyne, Euphémé, Eukléia et Euthénia.
Hygin mentionne également Philammon, Cécrops, Cercyon (lui aussi tué par Thésée sur la route d'Athènes), Philottos et Spinther.

### Artisan et magicien
Très habile dans son art, Héphaïstos est capable de concevoir des objets et automates complexes, précieux et d'une grande beauté. Ses créations, fruits de « savantes réflexions » plutôt que de magie et fabriquant le vivant plutôt qu'elles ne l'imitent, sont essentiellement de trois ordres : de splendides constructions pour lui-même et les autres dieux de l'Olympe, des automates agissant de leur propre chef — voire sont aptes à se reproduire — et enfin toute une série d'objets, armes, armures, bijoux, parures… pour les dieux et les mortels, qui figurent dans de nombreux mythes.
Néanmoins, il possède les pouvoirs propres d'un magicien dont la magie des liens mise en évidence dans les deux épisodes les mieux attestées de sa légende, celui du piège où se font prendre Aphrodite et Arès et celui du trône magique où le dieu immobilise sa propre mère.

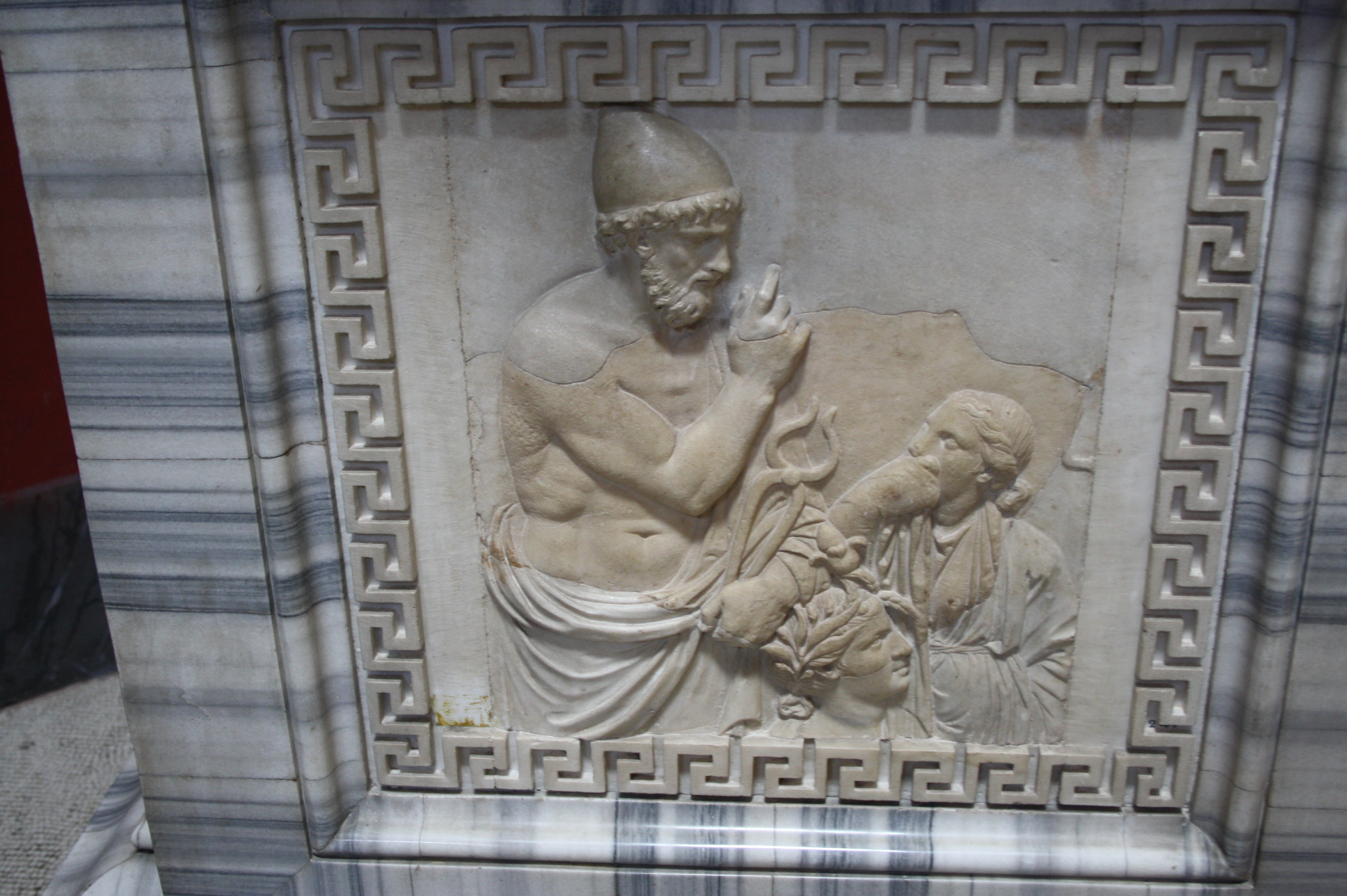
Représentation d'Héphaïstos, Relief néo-attique, Musées du Vatican.

Ainsi, Héphaïstos façonne — à la demande de Zeus — la première femme, Pandore à partir d'argile et d'eau et lui forge une couronne d'or. Il façonne également des armes remarquables, comme celles d'Achille dont le bouclier offre une représentation parfaite du monde, celles de Memnon, la cuirasse de Diomède ou encore les cnémides d'Héraclès. Il fabrique aussi :
- le palais des dieux sur l'Olympe[54] ;
- la maison souterraine de Poséidon offerte par ce dernier à Oïnopion[55] ;
- le géant de bronze Talos, gardien de l'ile de Crète[56] ;
- les taureaux de Colchide en bronze d'Aiétès[57] ;
- la cuirasse d'or d'Héraclès[58] ;
- les flèches d'Artémis et d'Apollon[59] ;
- l'égide de Zeus[60], régulièrement utilisée par Athéna[61] et par Apollon à deux occasions[62] ;
- l'épée de Pélée[46] ;
- les crotales de bronze d'Athéna données à Héraclès pour effrayer les oiseaux du lac Stymphale[63] ;
- le collier d'Harmonie[46] donné par Cadmos[64] ;
- le sceptre de Pélops, transmis à ses descendants rois de Mycènes jusqu'à Agamemnon[65],[46] ;
- la couronne d'Ariane[46] ;
- la coupe d'or qui porte Hélios sur les courants de l'Océan[46] ;
- un trône en or enchanté pour se venger de sa mère Héra[46].

### Autres légendes

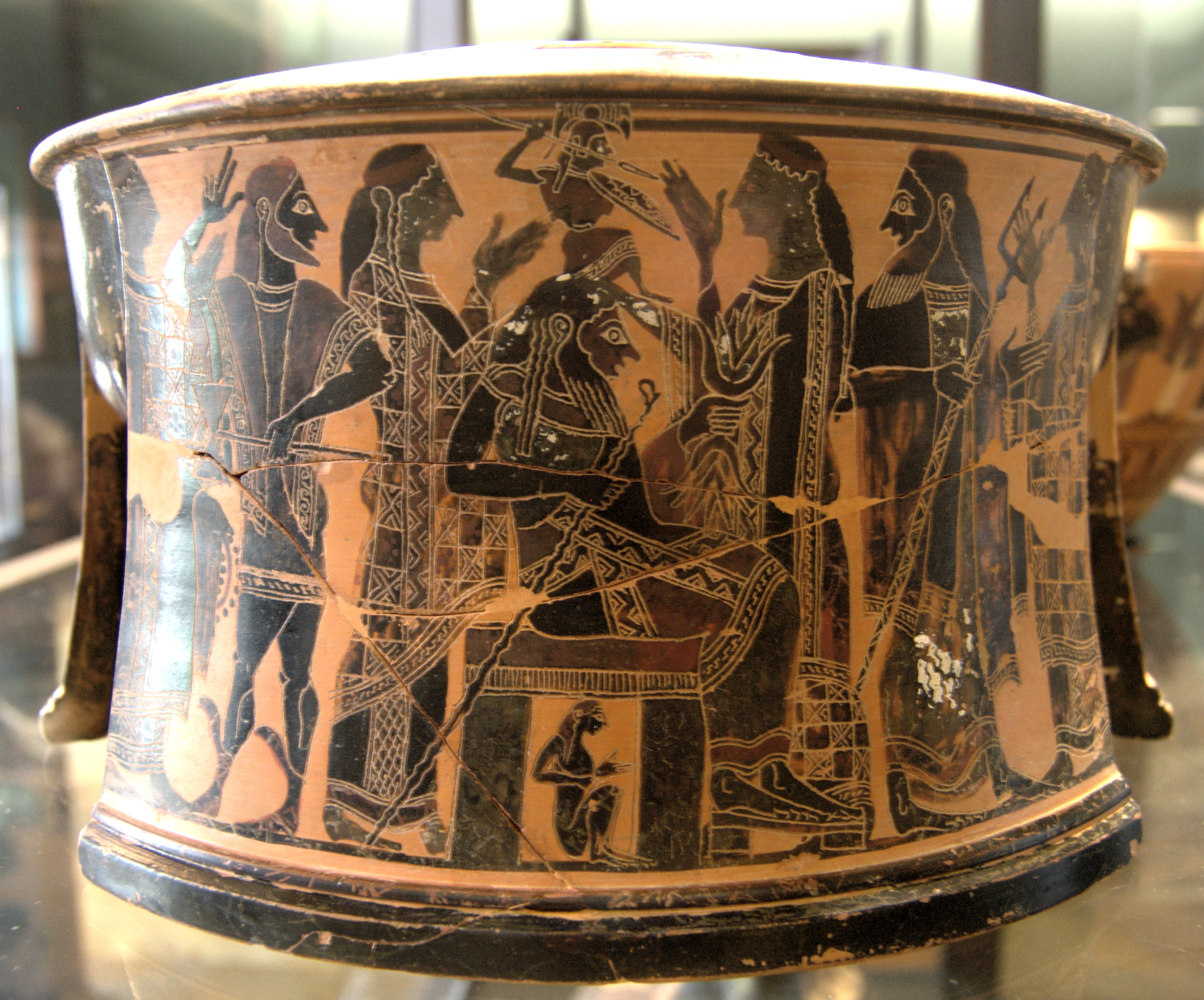
Héphaïstos, d'un coup de hache, fait jaillir Athéna du crâne de Zeus, exaleiptron du peintre C, v. 570--560, musée du Louvre.

Héphaïstos prend part à la Gigantomachie et combat armé du feu dévorant : il tue ainsi Mimas en le recouvrant de fer en fusion. Il se range aux côtés des Achéens dans la guerre de Troie. Lorsqu'au début de l'Iliade, Zeus et Héra se querellent parce que le roi des dieux a promis à Thétis d'avantager les Troyens, Héphaïstos détend l'atmosphère en remplaçant Ganymède dans son office d'échanson : voyant le dieu boiteux prendre la place du gracieux jeune homme, les dieux éclatent tous d'un rire inextinguible. Il intervient rarement dans la bataille, si ce n'est pour secourir Idéos, l'un des fils de son prêtre Darès, menacé par Diomède. Par la suite, à la demande de Thétis, il sauve Achille des eaux du Scamandre en asséchant par ses flammes le dieu-fleuve,,.
Il est associé dans certaines versions du mythe à la naissance d'Athéna : d'un coup de sa hache de bronze, il fait jaillir la déesse tout armée du crâne de Zeus.
Certains auteurs font également d'Héphaïstos le gardien du feu, que Prométhée dérobe pour le donner aux humains. À la demande de Zeus, Héphaïstos enchaîne le voleur au rocher de son supplice où un aigle viendra tous les jours lui dévorer le foie. Dans cette scène représentée par Eschyle, le dieu, plein de pitié, regrette l'ordre donné par son père, et plaint le Titan pour les souffrances qu'il va endurer. C'est à ce moment que, sous les ordres de Zeus souhaitant se venger de Prométhée et de ses créations, il créera Pandore d'argile et d'eau, magnifique jeune femme qui libérera les maux de l'humanité. Par ces deux actes Héphaïstos malgré ses regrets est l'outil de la vengeance de Zeus sur Prométhée.
Un mythe minoritaire veut qu'il dispute à Déméter la souveraineté de la Sicile ; de la nymphe Etna, qui habite le volcan du même nom, il a les Palikes, des démons des sources chaudes. Quoi qu'il en soit, il installe sa forge dans le volcan où il travaille, aidé par les Cyclopes. Il veille ainsi au châtiment de Typhon, que Zeus a foudroyé et qui gît, inerte, sous les racines de la montagne.

## Culte
L'importance du travail de la forge dans les civilisations de l'âge du bronze et à l'âge du fer explique que le personnage du forgeron ait été étroitement associé au pouvoir politique et à la religion. Ainsi, à Citium (actuelle Larnaca à Chypre), un culte est rendu au XIIe siècle av. J.-C. à des divinités du lingot de cuivre, particulièrement abondant sur l'île ; de même, il existe un lien direct entre les forges et le sanctuaire. Le nom d'Héphaïstos à proprement parler semble avoir déjà existé sous la forme a-pa-i-ti-jo à l'époque mycénienne.
Le travail de la forge perd de son importance à l'époque archaïque, puis classique. Le culte d'Héphaïstos est donc peu répandu. Il est vénéré principalement à Lemnos, Athènes et dans le Sud de l'Italie. La première, dont la mythologie fait la résidence du dieu, a pour capitale Héphaïsties, habitée jusqu'au VIe siècle av. J.-C. par une population non-grecque que les Grecs appellent Tyrséniens. Elle accueille une fête de purification où le feu nouveau est allumé, puis distribué aux artisans.

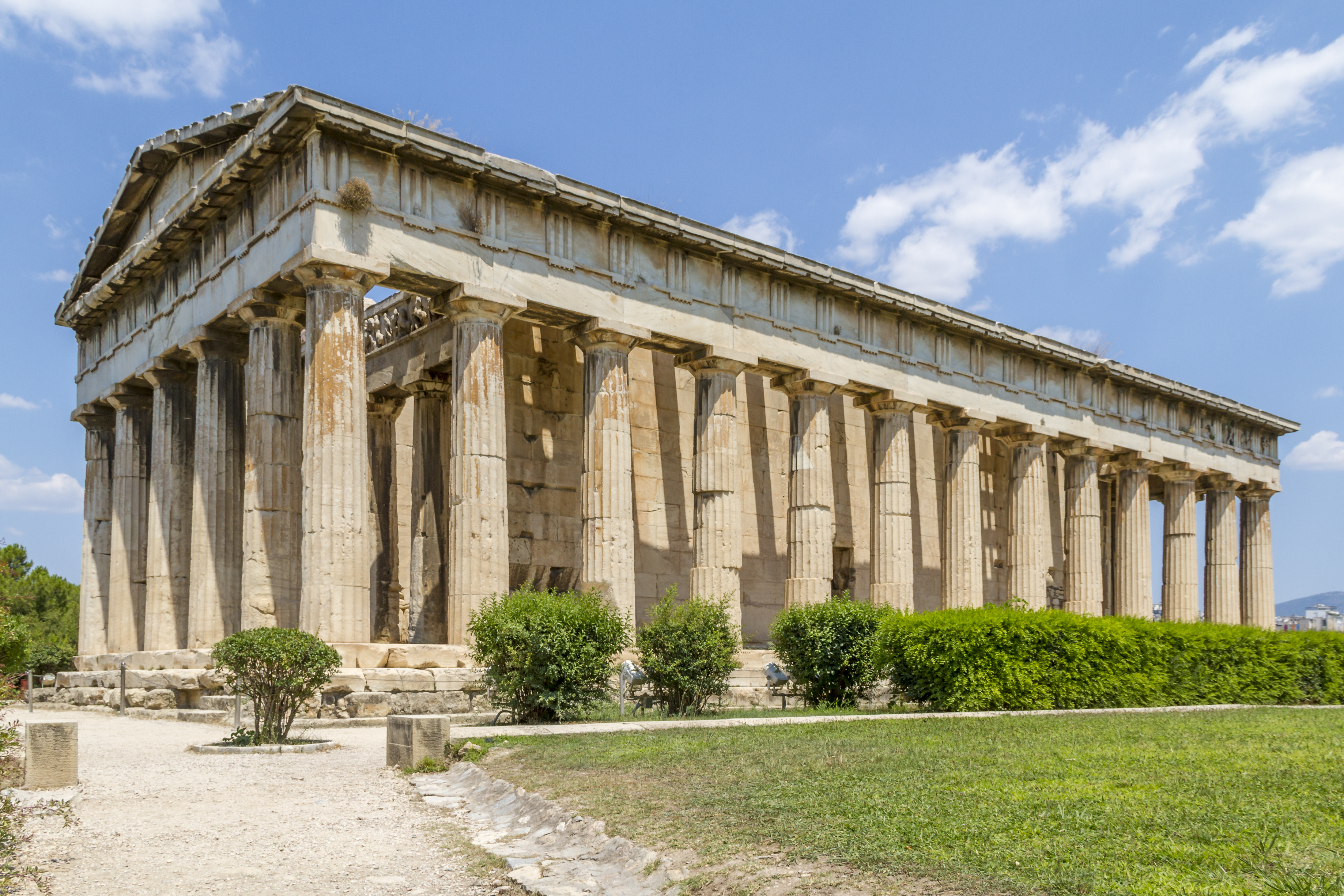
Le temple d'Héphaïstos à Athènes.

À Athènes, l'importance du rôle joué par Héphaïstos s'explique par sa tentative de viol d'Athéna et la naissance d'Érichthonios qui en résulte. Platon lui attribue une souveraineté commune avec Athéna sur la cité de l'Attique :

« Héphaïstos et Athéna qui ont la même nature, et parce qu’ils sont enfants du même père, et parce qu’ils s’accordent dans le même amour de la sagesse (σοφία / sophía) et des arts (φιλοτεχνία / philotekhnía), ayant reçu tous deux en commun notre pays, comme un lot qui leur était propre et naturellement approprié à la vertu et à la pensée, y firent naître de la terre des gens de bien et leur enseignèrent l’organisation politique. »

Il possède trois lieux de culte à Athènes :
- un autel dans l'Érechthéion, à côté de l'autel de Poséidon et de celui du héros Boutès[84] ;
- un grand temple sur la butte du Colonos Agoraios, qui accueille le culte conjoint d'Héphaïstos et d'Athéna Hephaisteia[85] ;
- un autel à l'Académie[86].

À l'instar de Zeus Phratrios et d'Athéna Phratria, le dieu reçoit un sacrifice lors de la fête des phratries, les Apatouries. Il est également à l'honneur de la fête des artisans, les Chalkeia, en même temps qu'Athéna Erganè (« industrieuse »). Enfin, les Héphaisties lui sont spécialement consacrées ; comme les Panathénées et les fêtes de Prométhée (Προμηθεια), elles comportent une lampadédromie, c'est-à-dire une course aux flambeaux qui fête le feu nouveau.
Enfin, Héphaïstos est vénéré dans le Sud de l'Italie : dans les îles Lipari et la région de l'Etna, où sa forge est située à partir de l'époque classique. Pythéas (IVe siècle av. J.-C.), dans son ouvrage perdu "Un tour du monde" a relaté une vieille histoire qu'on racontait à propos de ces îles, selon laquelle :
"Qui le voulait, apportait du fer brut et recevait le jour d’après une épée ou bien n’importe quel autre objet qu’il voulait qu’[on lui] produise : il en versait alors le prix".

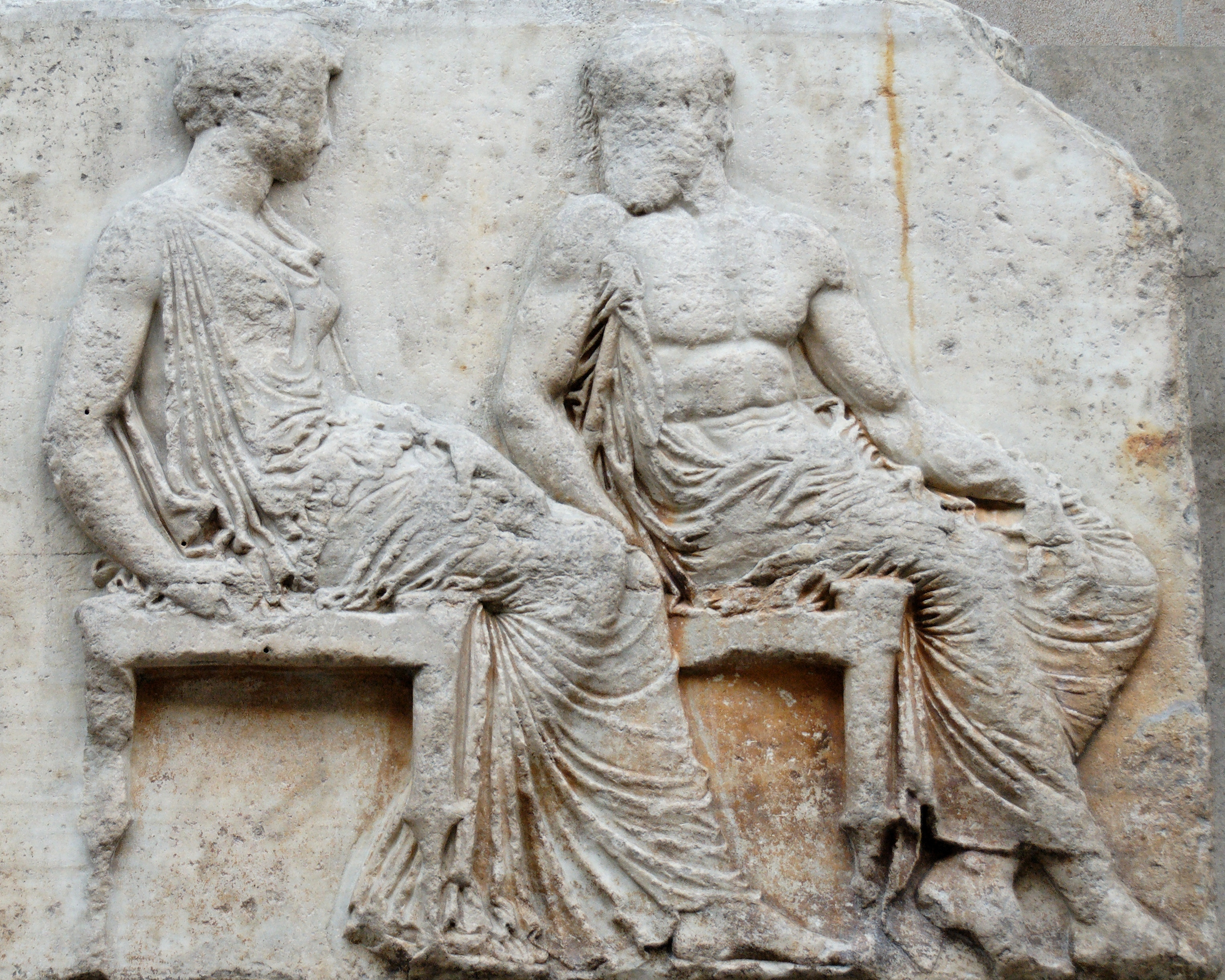
Athéna et Héphaïstos assistent à la procession des Panathénées, plaque V (fig. 36-37) de la frise du Parthénon ; 447--433, British Museum.

Dans l'hymne orphique qui lui est consacré, Héphaïstos est identifié à un feu divin : « Ô feu infatigable » ! […] « Toi le plus haut qui dévores, domptes et consumes tout. ».

## Épithètes, attributs et sanctuaire
Héphaïstos n'a aucune épiclèse,. Mais Ἡφαιστία (« d'Héphaistos ») est l'une des épiclèses d'Athéna.
- Épithètes[98] :
  - κλυτοτέχνης / klutotékhnês : « illustre artisan » ;
  - περίκλυτος ἀμφιγυήεις / períklutos amphiguếeis : « illustre boiteux ».
  - Κυλλοποδίων / Kyllopodíōn : « le boiteux » ou « l'infirme ».
  - Πολύμητις / Polýmētis  : « astucieux " ou « aux nombreux dispositifs ».
  - Χαλκεύς / Khalkeús : « chaudronnier ».
  - Αἰτναῖος / Aitnaîos : « de l'Etna » ou « l'Etnaien », en raison de son atelier censé être situé sous le volcan Etna[99].

Aitnaîos "Aetnaean" (Αἰτναῖος)
- Attributs : le marteau, l'enclume, la béquille, le bouton d'or et l'âne.
- Sanctuaires : Lemnos, l'Etna, Athènes.
- Fêtes : les Héphaisties et les Chalkeia

## Représentations artistiques

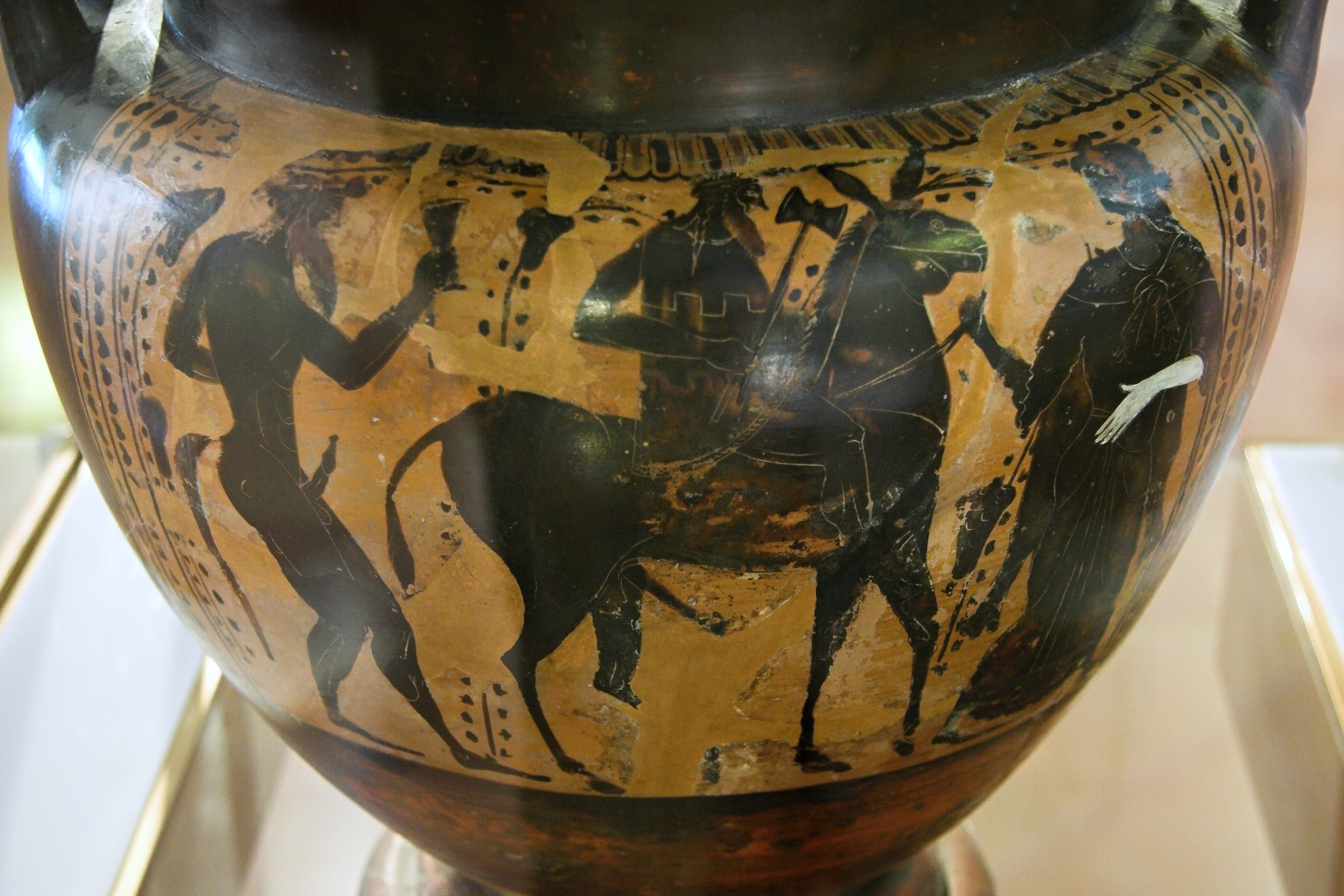
Cratère à colonnes attique, groupe Leagros, 550-500 av. J.-C. Face A : Le retour d'Héphaïstos dans l'Olympe. Musée archéologique d'Agrigente.

### Iconographie
Héphaïstos est rarement représenté dans l'art grec à l'exception de quelques scènes très appréciées des artistes. L'immobilisation d'Héra fait partie du décor sculpté du trône d'Amyclées, mais le retour dans l'Olympe est de loin le thème le plus populaire. Le plus souvent, le dieu est représenté monté à dos de mulet, escorté par Dionysos et des silènes et conduit devant Zeus et Héra, fréquemment accompagnés par d'autres dieux : Athéna, Arès, Artémis, Poséidon ou encore Hermès. L'exemple le plus célèbre est celui du vase François, un cratère à volutes de 570 av. J.-C. environ. La scène apparaissait également dans la décoration du sanctuaire d'Athéna Khalkoikos (« à la Maison de Bronze ») à Sparte, aujourd'hui disparu.
La naissance d'Athéna, où Héphaïstos intervient avec sa hache, est également un thème très prisé. On voit aussi Héphaïstos dans des représentations de la Gigantomachie, armé de tenailles et d'un soufflet de forge, comme sur les frises du trésor de Siphnos, ou encore dans un char ailé, probablement l'une de ses inventions. Quelques vases le montrent enfin dans sa forge, entouré de satyres : c'est une allusion à deux drames satyriques perdus et tous deux intitulés Héphaïstos, l'un d'Achaïos, l'autre d'Épicharme — de même que le vase représentant un combat entre Arès et le dieu forgeron.
Héphaïstos est identifié dans l'art grec comme un artisan : il porte la hache, les pinces, le bonnet d'artisan (pilos) ou encore la tunique à manches (exômis). L'infirmité du dieu est représentée par des pieds tournés en dehors, comme sur le vase François, par une béquille, comme sur la frise Est du Parthénon, ou encore par le fait de monter en amazone sur son mulet. Selon Cicéron, la statue du dieu par Alcamène le représente « à peine affublé d'une légère claudication non dénuée de grâce ».
Héphaïstos est encore souvent représenté dans l'art même après l'Antiquité, par exemple par Tintoret, Bassano, Rubens, Tiepolo, Velázquez et van Dyck.

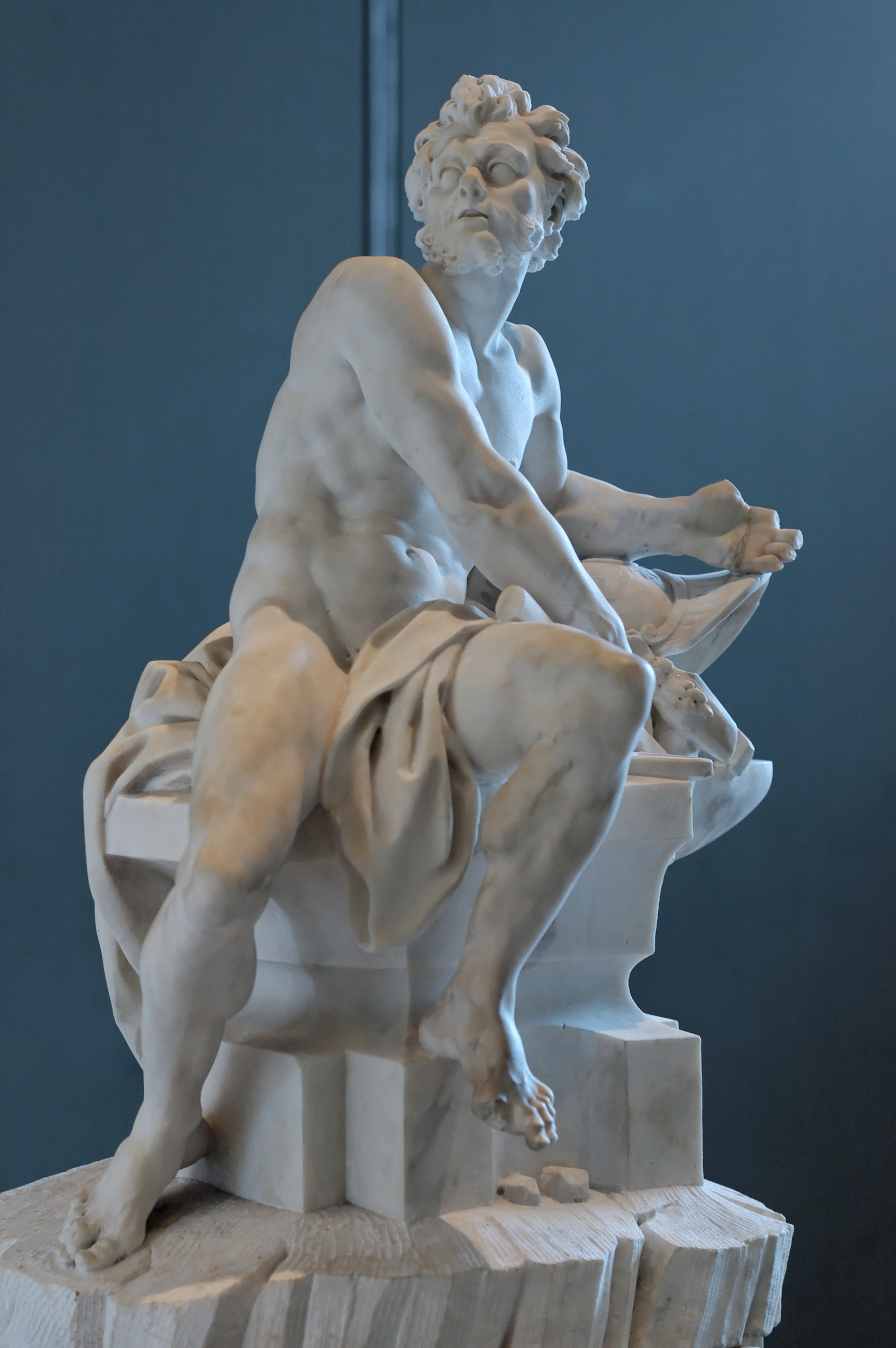
Héphaïstos (Vulcain) par Guillaume Coustou (musée du Louvre).
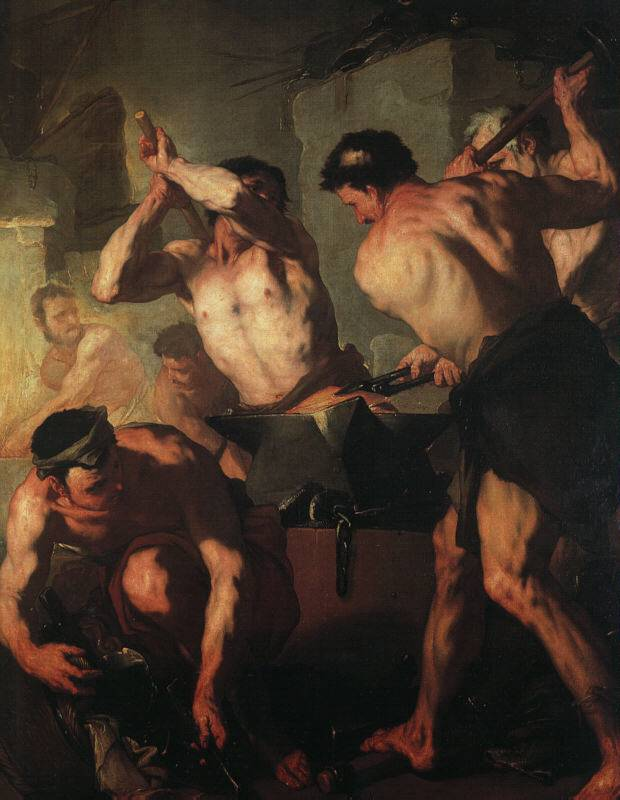
La Forge de Vulcain de Luca Giordano.
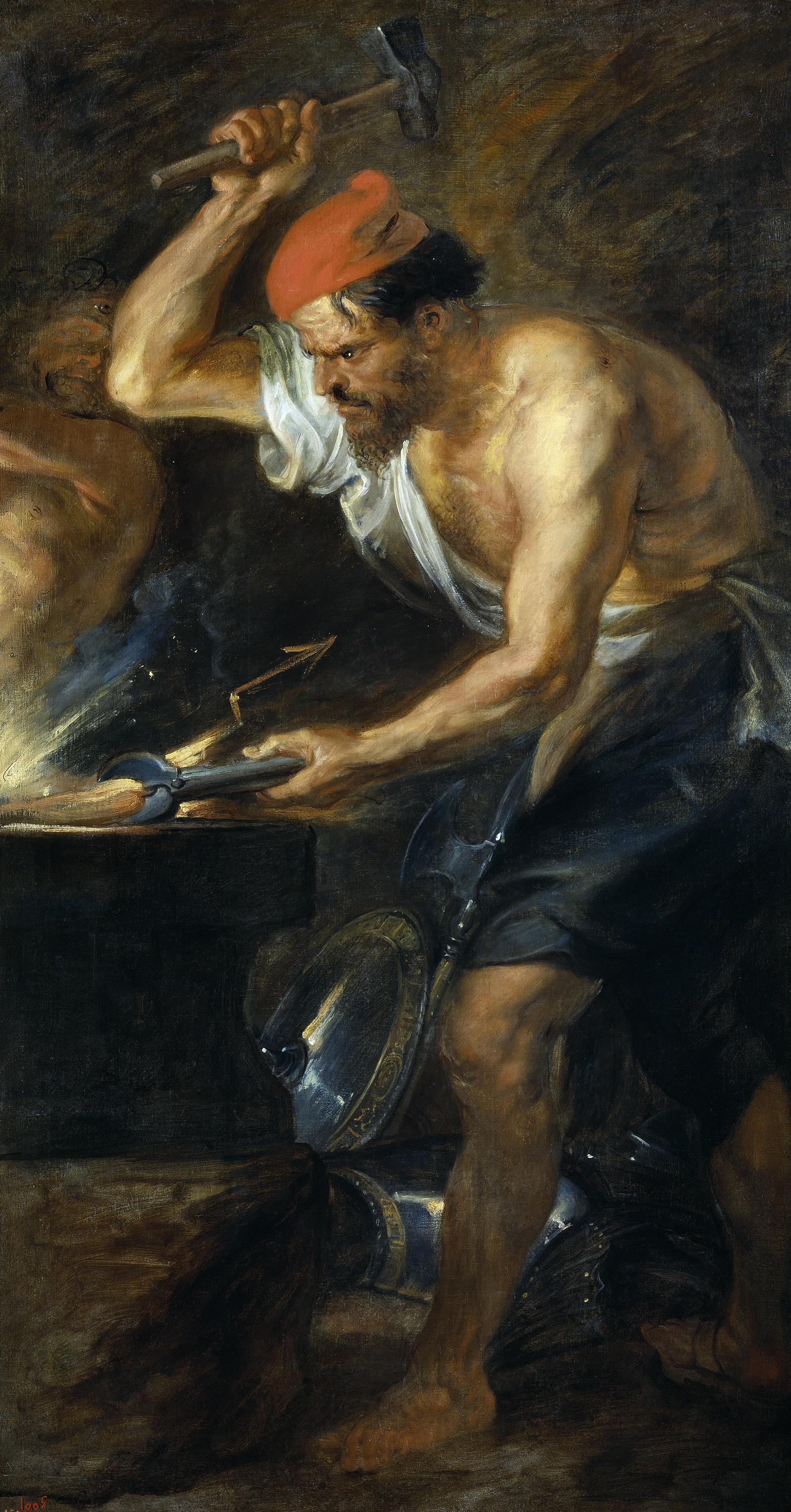
Héphaïstos forgeant le foudre de Zeus par Rubens, musée du Prado.

### Filmographie

#### Cinéma
- 1940 : Il apparaît dans Symphonie pastorale de Fantasia.
- 1981 : Pat Roach joue le dieu dans Le Choc des Titans.
- 1988 : Oliver Reed le joue dans Les Aventures du baron de Münchhausen.
- 1997 : il apparait dans le long métrage Disney Hercule.
- 2012 : Bill Nighy le joue dans La Colère des Titans.

#### Télévision
- 2003 : Ed Asner le joue dans l'épisode Hawk et Dove de La Ligue des Justiciers.
- 2023: Timothy Omundson l'interprète dans la première saison de Percy Jackson.

### Eponymie
Héphaïstos est le nom donné à l'opération militaire française qui se déroule chaque été dans le cadre de la lutte contre les feux de forêts dans le sud de la France.

## Interprétations et comparatisme indo-européen
Prolongeant le feu divin indo-européen, dans l'un de ses aspects, celui de magicien lieur, Héphaïstos a été rapproché du dieu scandinave Loki. Ses qualités intellectuelles, polýmētis, klutómētis, « très habile, très rusé » sont celles d'Agni, autre représentant du Feu divin. Son intelligence technicienne se double de ruse et de magie des liens comme chez Loki. Par son association notamment avec des îles volcaniques (Lemnos, Lipari, Etna), il est également un « dieu du feu dans l'eau, du volcan dans la mer ». Il partage avec les autres feux divins un caractère ambivalent : à la fois créateur et destructeur, rejeté du ciel mais puissant sous terre, infirme mais maître d’un feu puissant.

### Sources primaires
- Hésiode, Théogonie [détail des éditions] [lire en ligne].
- Pseudo-Apollodore, Bibliothèque [détail des éditions] [lire en ligne].
- Homère, Iliade [détail des éditions] [lire en ligne].

### Sources secondaires
- Michael Grant et John Hazel (trad. de l'anglais par Etienne Leyris), Dictionnaire de la mythologie [« Who’s Who in classical mythology »], Paris, Marabout, coll. « Savoirs », 1955, 384 p. (ISBN 2-501-00869-3), p. 177. .
- Sofia Souli, Mythologie grecque, Michalis Toubis, 2005, 175 p. (ISBN 978-960-540-112-2).
- Robert Bowie Johnson, Le Code du Parthénon, Jardin des Livres, Paris, 2008  (ISBN 978-2914569613).
- (de) Frank Brommer, Hephaistos. Der Schmiedegott in der antiken Kunst, Éditions Philipp von Zabern, Mayence, 1978.
- (en) Walter Burkert (trad. John Raffan), Greek Religion [« Griechische Religion des archaischen und klassichen Epoche »], Oxford, Blackwell, 1985 (éd. orig. 1977) (ISBN 978-0-631-15624-6), p. 167-168.
- Marie Delcourt, Héphaïstos ou la légende du magicien, Belles Lettres, Paris, 1957  (ISBN 2-251-33414-9).
- (en) Timothy Gantz, Early Greek Myth, Johns Hopkins University Press, 1993 [détail de l’édition], p. 74-78.
- Pierre Grimal, Dictionnaire de la mythologie grecque et romaine, Paris, Presses universitaires de France, coll. « Grands dictionnaires », 1999 (1re éd. 1951) (ISBN 2-13-050359-4), p. 185-186.
- Alexandre Marcinkowski et Jérôme Wilgaux, « Automates et créatures artificielles d'Héphaïstos : entre science et fiction », dans Techniques et culture, nos 43-44, décembre 2004 [lire en ligne].
- [Georgoudi 2013] Stella Georgoudi, « L'alternance de genre dans les dénominations des divinités grecques », EuGeStA : revue électronique multilingue sur le genre dans l'Antiquité, no 3,‎ 2013, p. 25-42 (résumé, lire en ligne).
- [Lebreton 2013] Sylvain Lebreton, Surnommer Zeus : contribution à l'étude des structures et des dynamiques du polythéisme attique à travers ses épiclèses, de l'époque archaïque au Haut-Empire (thèse de doctorat en histoire, préparée au sein du Laboratoire d'archéologie et d'histoire Merlat (LAHM) du Centre de recherche en archéologie, archéosciences et histoire (CReAAH) [UMR 6566] sous la direction de Pierre Brulé, et soutenue le 27 sept. 2013 à l'université Rennes-II), Rennes, Université Rennes-II, 2013, 1 vol., VII-459, A4 (OCLC 862739455, SUDOC 172305217, présentation en ligne, lire en ligne).